# 龙蟠里
32°02′46″N 118°45′53″E / 32.0461393°N 118.7646636°E
龙蟠里，是南京市鼓楼区的一条街道，位于盋山下，北起广州路，西南至虎踞路。相传诸葛亮和孙权讨论建都形势时，说“钟山龙蟠，石城虎踞”，因此以“龙蟠”命名。20世纪90年代拓建，长338米，宽24米。
清代魏源曾定居于此。

## 延伸阅读
[在维基数据编辑]
 《盋山志·卷一·形胜》，出自顧雲《盋山志》